# اولاد منصور
اولاد منصور (به عربی: أولاد منصور) یک شهرداری در الجزایر است که در استان مسیله واقع شده‌است. اولاد منصور ۴٬۸۹۶ نفر جمعیت دارد.